# Карлајл (Индијана)
Карлајл (енгл. Carlisle) град је у америчкој савезној држави Индијана.

## Демографија
По попису из 2010. године број становника је 692, што је 1.968 (-74,0%) становника мање него 2000. године.
| Група             | 2000.         | 2010.       |
| Белци             | 1.685 (63,3%) | 666 (96,2%) |
| Афроамериканци    | 858 (32,3%)   | 0 (0,0%)    |
| Азијати           | 2 (0,1%)      | 0 (0,0%)    |
| Хиспаноамериканци | 57 (2,1%)     | 19 (2,7%)   |
| Укупно            | 2.660         | 692         |